# Harveya obtusifolia
Harveya obtusifolia är en snyltrotsväxtart som först beskrevs av George Bentham, och fick sitt nu gällande namn av Wilhelm Vatke. Harveya obtusifolia ingår i släktet Harveya och familjen snyltrotsväxter. Inga underarter finns listade i Catalogue of Life.